# Auguste Vaucorbeil
Auguste Emmanuel Vaucorbeil, nacido Veaucorbeille, (15 de diciembre de 1821 - 2 de noviembre de 1884) fue un compositor y director de teatro francés. Fue director de la Ópera de París desde 1879 hasta su muerte a los 62 años. Vaucorbeil nació en Rouen y estudió en el Conservatorio de París. Como compositor, fue más conocido por sus canciones artísticas, pero también compuso música de cámara y dos óperas.

## Vida y carrera
Vaucorbeil nació en Rouen, hijo de un actor popular en el Théâtre du Gymnase que actuó bajo el nombre artístico de "Ferville". Con la ayuda financiera de la reina Marie Amelie, ingresó en el Conservatorio de París en 1835 y estudió allí durante siete años. Después de dejar el conservatorio, inicialmente se ganó la vida dando lecciones de canto y componiendo canciones. Durante este período también compuso música de cámara, suites para piano, una opéra comique en tres actos, La Bataille d'amour, y una ambiciosa cantata, La Mort de Diane. Al tener dificultades para ganarse la vida únicamente como compositor, en 1872 Vaucorbeil asumió un puesto en el departamento del gobierno francés que se ocupa de los teatros subvencionados por el estado. En 1878 recibió el título de Inspecteur des Beaux-Arts (Inspector de Bellas Artes), y al año siguiente fue nombrado Director de la Ópera de París.

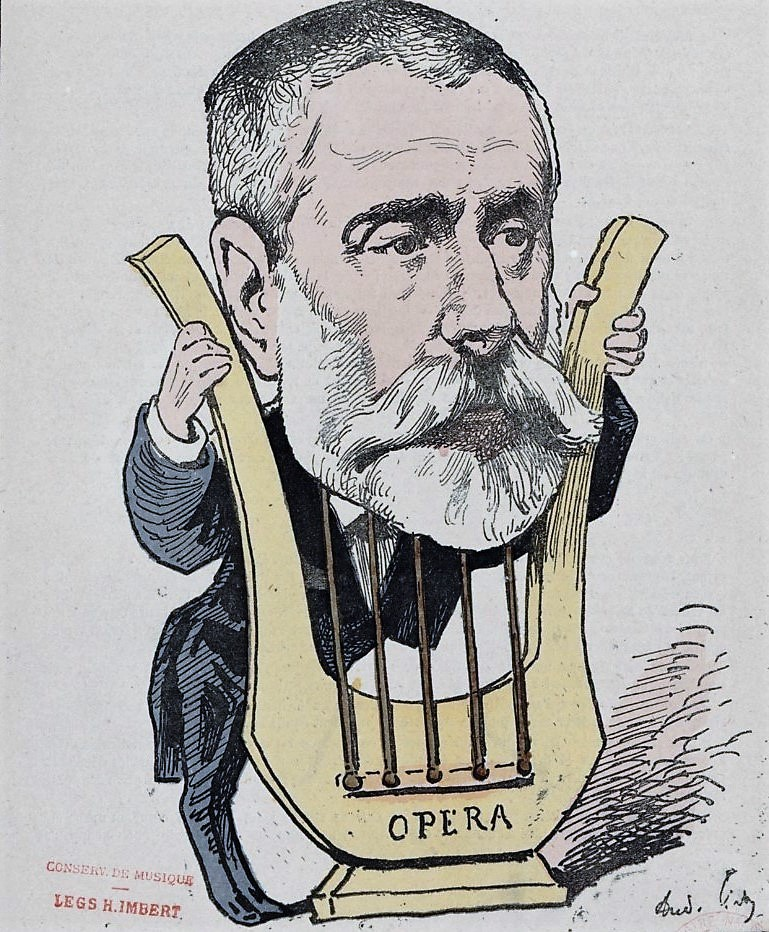
Caricatura de Vaucorbeil por André Gill, 1879

Según Michael Georg Conrad, el nombramiento de Vaucorbeil para la Ópera se vio inicialmente con optimismo. Era la primera vez que la compañía estaría dirigida por un músico capacitado desde los días de François Habeneck, quien dejó el cargo de director en 1824. Durante mucho tiempo campeón de la ópera y el ballet barrocos franceses, en una memoración de 1877 a la Assemblée nationale francesa, Vaucorbeil lamentó el fracaso de los teatros de ópera franceses para representar estas obras en el siglo XIX. En 1880 instituyó una serie de conciertos de estas obras en la Ópera, aunque las limitaciones financieras hicieron que las producciones completamente escenificadas resultaran imposibles. El mandato de Vaucorbeil fue a veces tormentoso. El director principal de la Ópera, Charles Lamoureux, renunció a los seis meses de haber asumido la dirección de Vaucorbeil después de una disputa sobre el repertorio de la compañía. Cuando Massenet le presentó su ópera recién compuesta Hérodiade en 1881, Vaucorbeil rechazó su producción en la Ópera porque encontró incoherente el libreto. Hérodiade se estrenó con gran éxito en La Monnaie en Bruselas. La política de Vaucorbeil de reducir los gastos provocó más fricciones al elegir a jóvenes ganadores del premio del Conservatorio de París en lugar de estrellas establecidas, una práctica que no fue vista con buenos ojos por los compositores de las óperas que produjo allí.
Vaucorbeil estaba constantemente bajo presión para producir nuevas obras cada temporada y al mismo tiempo mantener bajos los gastos de la empresa subvencionada por el estado. Escribiendo en 1881, Conrad defendió lo que llamó la manera ocasionalmente brusca y autoritaria de Vaucorbeil, atribuyéndola a la ansiedad causada por las grandes responsabilidades que enfrentaba. Finalmente lo desgastarían y arruinarían su salud. Vaucorbeil murió en 1884 a la edad de 62 años después de sufrir durante dos semanas lo que se describe en Le Figaro como una enfermedad intestinal grave y agonizante. Su funeral se celebró en la Église Saint-Philippe-du-Roule de París. El coro y la orquesta de la Ópera de París dirigidos por Ernest Altès interpretaron el Réquiem de Mozart, la Marcha fúnebre de la Eroica de Beethoven y el "Qui tollis" de la Petite messe solennelle de Rossini cantada por Gabrielle Krauss y Renée Richard. El cortejo fúnebre se dirigió luego al cementerio de Montmartre, donde Vaucorbeil fue enterrado en la tumba familiar. Su viuda, Anna Sternberg Vaucorbeil (1845–1898), había sido una destacada cantante en La Monnaie y apareció brevemente en la Ópera de París. Se retiró de los escenarios tras su matrimonio con Vaucorbeil en 1874.

Al día siguiente de su muerte, Auguste Vitu escribió un extenso relato en Le Figaro sobre la vida de Vaucorbeil y los éxitos y fracasos que encontró en su gestión de la Ópera. Comenzó el artículo escribiendo que la Ópera también mataría a otros, igualmente inteligentes y tan confiados como lo había sido Vaucorbeil cuando asumió por primera vez su dirección. Al final, escribió:

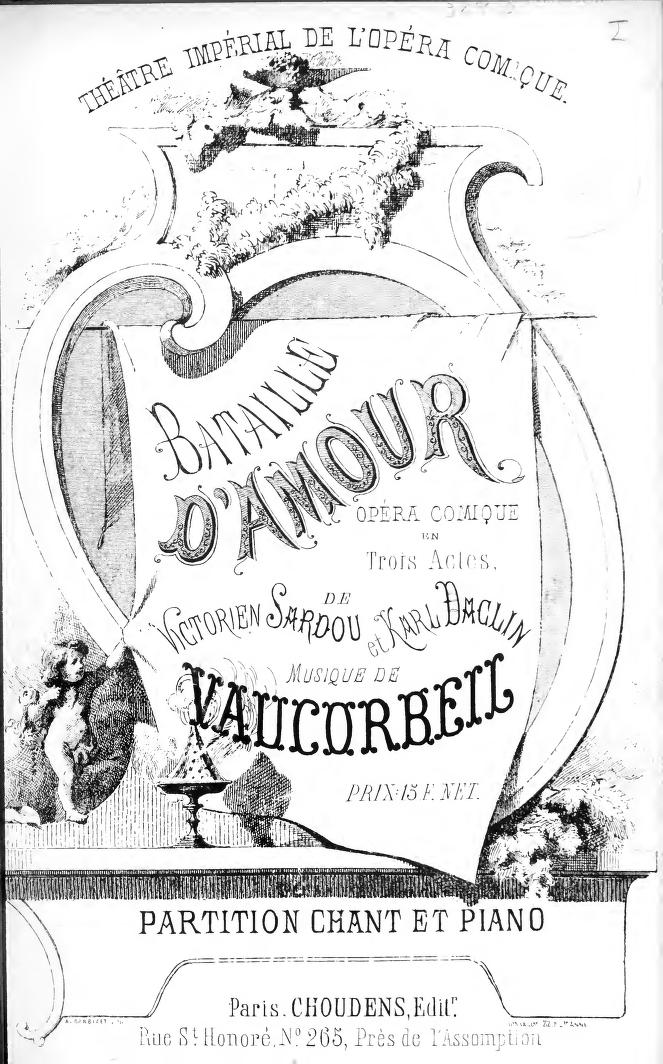
Partitura de voz y piano para la ópera Bataille d'amour de Vaucorbeil

Vaucorbeil, el hombre honesto en todos los sentidos de la palabra. Es decir, un hombre leal, afable y bondadoso, que no supo contraatacar y que cuando se vio obligado a rechazar lo imposible, se afligió de la negativa como si él mismo la hubiera sufrido. Esta sensibilidad le hizo compartir las penas de los demás en lo más íntimo de su ser como si fueran propias. Lo consumió, lentamente al principio, y luego como una explosión.

## Composiciones
Como compositor, Vaucorbeil fue conocido por sus canciones artísticas, muchas de ellas con textos de destacados poetas de la época y que inicialmente aparecieron individualmente en el periódico Le Ménestrel. Heugel publicó una colección completa de sus canciones en 1860. Heugel también publicó algo de la música de cámara de Vaucorbeil: tres sonatas para piano y violín y el Cuarteto de Cuerdas n.º 1 dedicado a Joseph d'Ortigue, quien fue un gran admirador del trabajo de Vaucorbeil. Durand publicó Intimités (6 piezas para piano solo) y Richault publicó su quinteto de cuerdas basado en melodías noruegas. También compuso varias piezas de música religiosa vocal que fueron publicadas por La Maîtrise en 1860, incluida Cantique des Trois Enfants con texto de Corneille y un Kyrie para tres voces.
Vaucorbeil compuso tres obras dramáticas:
- Bataille d'amour, una opéra comique en tres actos con libreto de Victorien Sardou y Karl Daclin. Se estrenó el 13 de abril de 1863 en la Opéra-Comique (Salle Favart) de París.
- La Mort de Diane, una cantata de gran formato para coro y soprano, con libreto de Pierre-Henri de Lacretelle. Fue estrenada en París por la Société des Concerts du Conservatoire el 13 de febrero de 1870 con Gabrielle Krauss en el papel principal.[8]
- Mahoma, una gran ópera en cuatro actos con libreto de Pierre-Henri de Lacretelle. Nunca fue puesta en escena. Sin embargo, extractos de la obra recibieron críticas favorables cuando se interpretaron en la Société des Concerts en 1877, nuevamente con Gabrielle Krauss como soprano principal.[8][9]

## En la cultura popular
- Ballerina (2016) donde aparece como un personaje con la voz de Joe Sheridan.